# Guillermo Mastrini
Guillermo Néstor Mastrini (n. 24 de enero de 1967) investigador y docente argentino, especializado en políticas de medios masivos y derecho a la información. Es licenciado en Ciencias de la Comunicación de la Universidad de Buenos Aires. Fue uno de los primeros tres graduados de la carrera, se desempeñó como secretario académico y fue su director entre 2006 y 2008. Es Doctor en Ciencias de la Información por la Universidad Complutense de Madrid. Es uno de los principales referentes de la disciplina en la Argentina e impulsor de la Ley de Servicios de Comunicación Audiovisual, aprobada por las cámaras el 10 de octubre de 2009.
Es profesor en la Universidad Nacional de Quilmes, donde además dirigió la Maestría en Industrias Culturales. También es profesor titular de la cátedra de Políticas y Planificación de la comunicación en la Facultad de Ciencias Sociales (UBA) y profesor en las universidades de Quilmes, Córdoba, Universidad Nacional de General San Martín (donde dicta la materia "Industrias de la Cultura y la Comunicación" de la Especialización en Gestión Cultural y Políticas Culturales) . En el año 2017 visitó varias facultades de Comunicación, en  universidades colombianas, entre las cuales se destaca UniMinuto, donde ofreció una serie de conferencias sobre la importancia de las políticas de comunicación en la región. 

## Obra
- Mastrini, G. y Bolaño, C. (2000) Globalización y monopolios en la comunicación en América Latina. Buenos Aires: Biblos.
- Mastrini, G. (editor) (2005) Mucho ruido, pocas leyes. Economía y políticas de comunicación en la Argentina. Buenos Aires: La Crujía.
- Mastrini, G., Bolaño, C. y Sierra, F. (eds.) Economía política, comunicación y conocimiento. Una perspectiva crítica latinoamericana. Buenos Aires: La Crujía.
- Mastrini, G. y Becerra, M. (2006) Periodistas y magnates. estructura y concentración de las industrias culturales. Buenos Aires: Prometeo.
- Mastrini, G. y Califano, B. (comps.) Sociedad de la Información en la Argentina. Políticas públicas y participación social. Buenos Aires: Fundación Friedrich Ebert.
- Mastrini, G., Loreti, D. y Baranchuk, M. (2007) Participación y democracia en la sociedad de la información. Buenos Aires: Prometeo.
- Mastrini, G. y Becerra, M. (2009) Los dueños de la palabra. Buenos Aires: Prometeo.
- Mastrini, G. y Becerra, M. (2009) Los monopolios de la verdad. Buenos Aires: Prometeo.
- Mastrini, G. (editor) (2009) Mucho ruido, pocas leyes. Economía y políticas de comunicación en la Argentina. Segunda edición ampliada. Buenos Aires: La Crujía.
- Mastrini, G. y Fuertes, M. (2013) Industria cinematográfica latinoamericana. Buenos Aires: La Crujía.
- Mastrini, G.; Bizverge, A. y De Charras, D. (2013) Las políticas de comunicación en el siglo XXI. Buenos Aires: La Crujía.

## Artículos
- Política y medios en la argentina: los orígenes de la televisión privada en la argentina.
- 50 años de concentración de medios en América Latina: del patriarcado artesanal a la valorización en escala.
- ¿Deregulación o reregulación?: de la derrota de la políticas a las políticas de la derrota.